# Wachtang Rtscheulischwili
Wachtang Rtscheulischwili (Georgisch: ვახტანგ რჩეულიშვილი; * 1. Januar 1954 in Tiflis; † 13. April 2017) war ein georgischer Geschäftsmann und Politiker. Er war von 1992 bis 2003 Mitglied des Parlaments Georgiens, von 1995 bis 2003 Vorsitzender der Sozialistischen Partei Georgiens und Gründer des größten Bauunternehmens seines Landes, der Center Point Group.

## Werdegang
Der in Tiflis geborene Wachtang Rtscheulischwili schloss 1977 sein Physikstudium an der Staatlichen Universität Tiflis ab. Von 1979 bis 1982 war er Vizepräsident des Young Scientists Club und Leiter der Dozentengruppe des georgischen Komsomol-Zentralkomitees von 1982 bis 1984. Anschließend arbeitete er von 1985 bis 1987 für das Informationszentrum für Sozialwissenschaften der Georgischen Akademie der Wissenschaften und war von 1987 bis 1992 stellvertretender Vorsitzender des staatlich geförderten Friedensausschusses von Georgien und war politischer Kommentator in der georgischen Presse und im Fernsehen. Wachtang Rtscheulischwili starb am 13. April 2017 und wurde auf dem Vera Friedhof in Tiflis begraben.
Politische Karriere
Wachtang Rtscheulischwili stieg 1992 in die Politik des postsowjetischen Georgiens ein, als er auf dem von Eduard Schewardnadse geführten Ticket der Union der Bürger Georgiens in das georgische Parlament gewählt wurde. Von 1992 bis 1995 war er stellvertretender Sprecher des Parlaments. Im August 1995 wurde er bei einem Anschlag gegen Schewardnadse durch eine Explosion leicht verletzt. Später in diesem Jahr verließ er die Union der Bürger und gründete die Sozialistische Partei Georgiens. Er war Mitglied von zwei nachfolgenden Konvokationen des Parlaments von Georgien (1995–1999, 1999–2003). Seine Partei, die sich in gemäßigter Opposition gegen die Regierung von Schewardnadse befand, erzielte auch bei den Kommunalwahlen 1998 bedeutende Erfolge. Im November 2003 verbündete er sich zuvor erneut mit Schewardnadse, doch die Massenproteste gegen die als Rosenrevolution bekannten Wahlunregelmäßigkeiten zwangen Schewardnadse zum Rücktritt. Innerhalb weniger Tage nach der Revolution kündigte Rtscheulischwili im Dezember 2003 seinen Rückzug aus der Politik an und trat als Vorsitzender der Sozialistischen Partei zurück.
Karriere als Geschäftsmann
Wachtang Rtscheulischwili, seine Frau Maia Rtscheulischwili und die Schwägerin Rusudan Kervalishvili, ebenfalls ehemalige stellvertretende Sprecherin des Parlaments (2008–2012), sind Gründer der Center Point Group, Georgiens größtem Immobilienentwickler und Bauunternehmen. Mitte der 2000er Jahre geriet das Unternehmen in eine Kontroverse, weil es angeblich Tausende seiner Kunden betrogen hatte. Die Anti-Korruptions-Aufsicht Transparency International Georgia bezeichnete das Ponzi-Programm des Unternehmens als Georgiens „größten Bauskandal“. Im Jahr 2013 wurden Unterschlagungsklagen gegen die Eigentümer des Unternehmens, Maia Rtscheulischwili und Rusudan Kervalishvili, erhoben. Sie wurden 2016 festgenommen und 2017 vom Stadtgericht Tiflis zu vier Jahren Haft verurteilt.